# HD58142
HD58142 — хімічно пекулярна зоря спектрального класу
A0 й має  видиму зоряну величину в смузі V приблизно  4,6.
Вона  розташована на відстані близько 248,8 світлових років від Сонця.

## Фізичні характеристики
Зоря HD58142 обертається 
порівняно повільно 
навколо своєї осі. Проєкція її екваторіальної швидкості на промінь зору становить  Vsin(i)= 19км/сек.